# Dreifaltigkeitssäule Heiligenkreuz

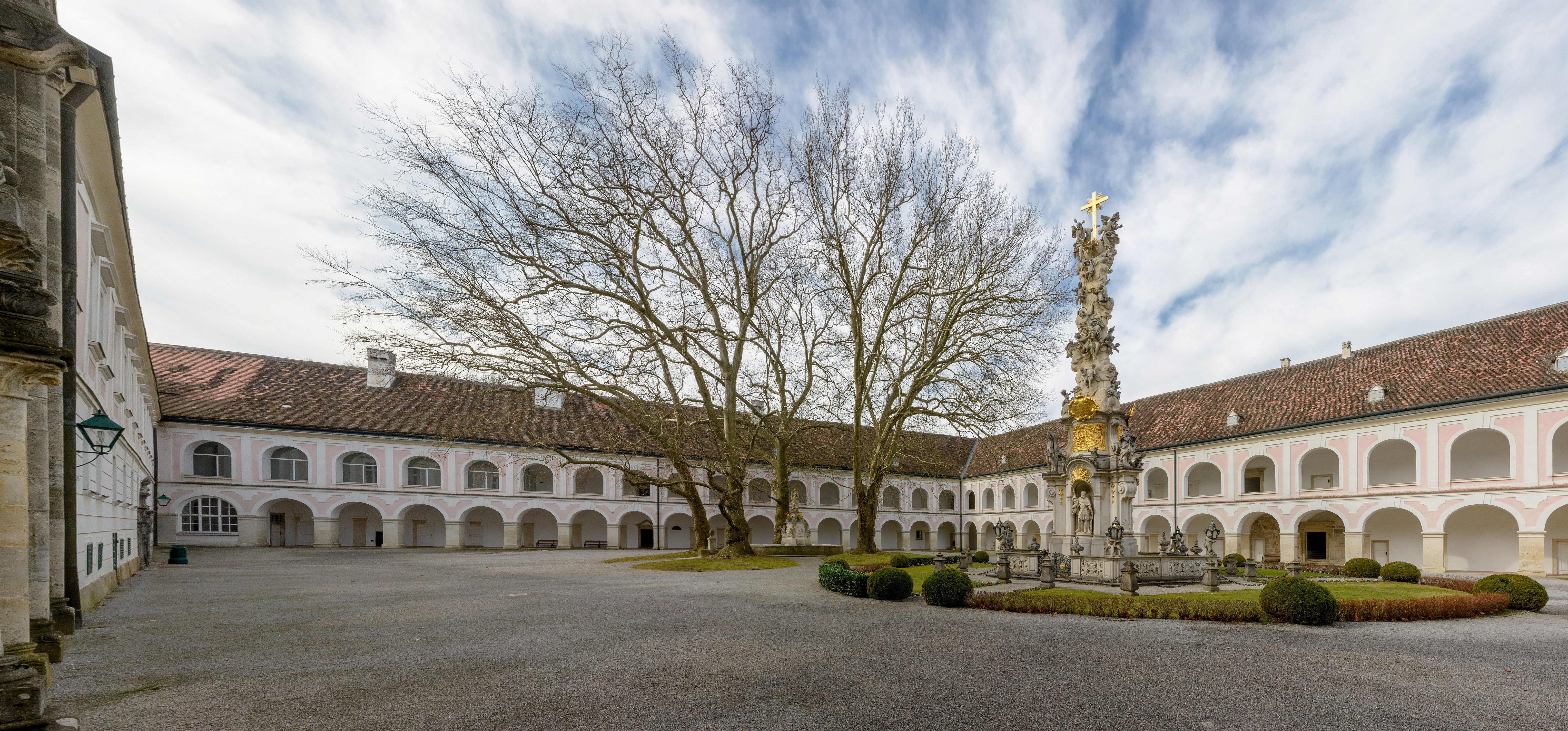
Dreifaltigkeitsäule im Inneren Hof vom Stift Heiligenkreuz

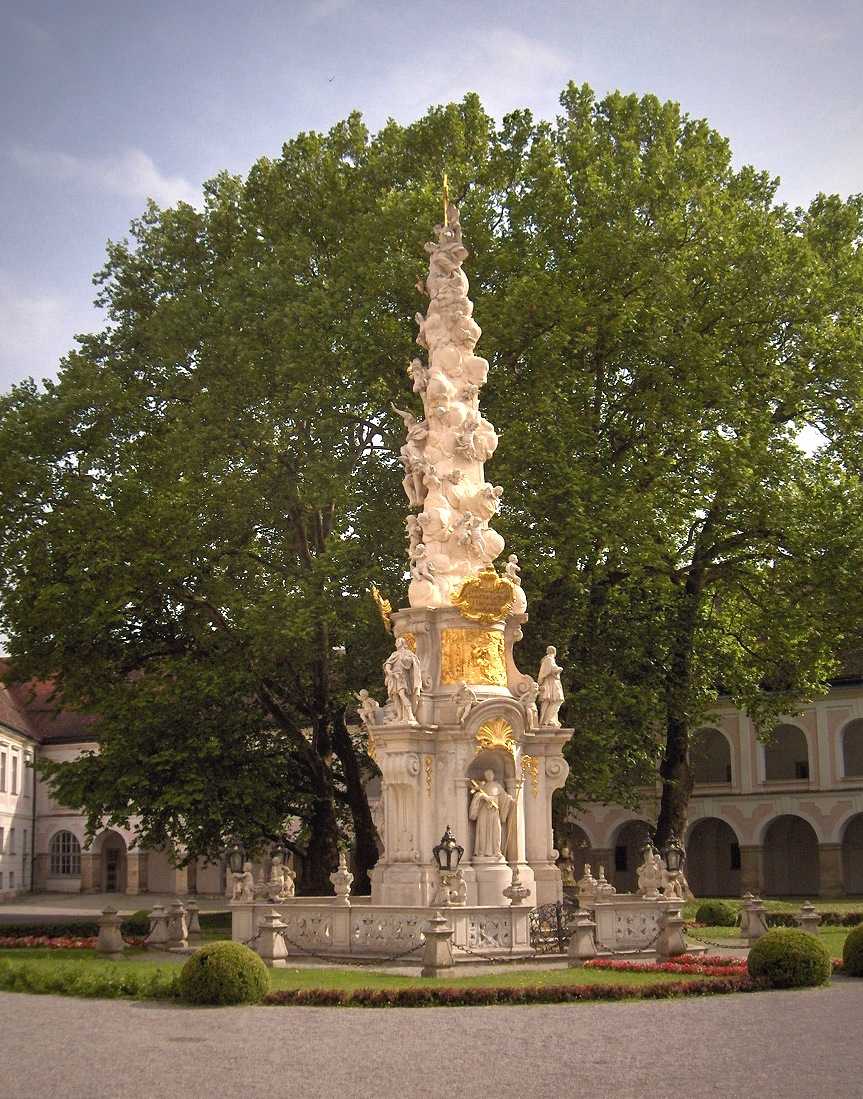

Die Dreifaltigkeitssäule Heiligenkreuz steht im Mittelpunkt des Inneren Hofes vom Stift Heiligenkreuz in der Gemeinde Heiligenkreuz im Bezirk Baden in Niederösterreich. Die Dreifaltigkeitssäule steht unter Denkmalschutz (Listeneintrag).

## Beschreibung
Die Dreifaltigkeitssäule wurde von 1736 bis 1739 unter dem Abt Robert Leeb (1688–1755) von Giovanni Giuliani (1664–1744) und seiner Werkstatt mit dem Bildhauer Elias Hügel (1681–1755) und dem Steinmetzen Johann Georg Deprunner († 1740) errichtet. Die Säule wurde 1986/1987 restauriert.
Die Säule zeigt sich im Stil der hochbarocken Kunst mit virtuoser Verwendung von unterschiedlichen Materialien. Der Wolkenobelisk auf einem hohen Aufbau ist von einer äußeren sechseckigen Einfriedung umgeben. Die zylindrische Säule wird durch drei Volutenstreben mit drei Rundnischen verstärkt, darüber befinden sich ein Sims und auffallend vorgewölbte Diadembögen. In den Nischen stehen Statuen der Heiligen Bernhard, Leopold und Benedikt. In der mittleren Halbgeschoßzone gibt es vergoldete Reliefs der Heiligen Rosalia in der Höhle, Magdalena und des reuigen Petrus und an den Ecken die Statuen der drei Pestpatrone Rochus, Sebastian und Karl Borromäus. Das Hauptstück des Wolkenoblisken zeigt Putten mit den Insignien der Himmelskönigin für die himmelwärts schwebende hl. Maria, die von der Heiligen Dreifaltigkeit empfangen wird. An der Spitze befindet sich ein strahlendes Kreuz.
Die mit einem Chronogramm versehene Inschrift lautet:
PerpetVae LaVDes BenedICtIo

GLorIa VIrtVs

SIt TIbI SanCta TrIas:

SIc TIbI CVnCta Canant.

"Ewiges Lob, Segen, Ehre, Tugend sei Dir Heilige Dreienigkeit! So mögen Dir alle (Dinge) singen."

Neben den römischen Zahlzeichen des Chronogramms sind auch die Anfangsbuchstaben aller Wörter groß geschrieben. Diese sind, soweit sie einen Zahlenwert haben, bei der Berechnung des Datums ebenfalls hinzuzuziehen. So gelangt man zur Jahreszahl 1736.  